# Большая Кучиминская
Большая Кучиминская — река в России, протекает по Сургутскому району Ханты-Мансийского АО. Устье реки находится в 7 км по правому берегу Большой Гнилой протоки, впадающей в Обь через протоку Митрохина в 1422 км от устья. Длина реки составляет 26 км. В 4 км от устья справа впадает река Малая Кучиминская.

## Данные водного реестра
По данным государственного водного реестра России относится к Верхнеобскому бассейновому округу, водохозяйственный участок реки — Обь от впадения реки Вах до города Нефтеюганск, речной подбассейн реки — Обь ниже Ваха до впадения Иртыша. Речной бассейн реки — (Верхняя) Обь до впадения Иртыша.
Код объекта в государственном водном реестре — 13011100112115200045472.